# デハラユキノリ
デハラ ユキノリ（ではら ゆきのり、1974年 - ）は、高知県高知市生まれのイラストレーターである。本名、出原幸典。
土佐高等学校、大阪芸術大学デザイン学科卒業後、京都の広告代理店・株式会社第一紙行に就職。退社後は、東京を拠点にフィギュアイラストレーターとして主に広告、装丁、挿絵などで活動している。

## 仕事
作家として年間4～6回のペースで個展を行い、東京をはじめ台湾、香港、NY、LA、パリ、メルボルンなどで新作を発表し続けている。
年間制作フィギュアは約300体で、自身の撮影によるフィギュア写真集を多数発表している。
また、イラストレーターとしての活動の傍ら、金子ナンペイらとのユニット、「メンペ」(Tokyo Men's Painter Society)において、展覧会「メンペ展」、路上ライブ、インターネットラジオなどの活動を続けている。
- 2001年 NIKE
- 2002年 タワーレコード
- 2007年 ASICSヨーロッパ、DEHARA x CONVERSE スニーカー
- 2008年春 『きのこの山』CMキャラクター「きの山さん」デザイン
- 2010年 いきものがかりベストアルバム「いきものばかり」ジャケット担当
- 2011年 カプセルトイ『世界のパンチラ』をリリース
- 2012年 ACjapan 「いっちょcomingダンス」 CMキャラ担当
- 2012年 アパレルブランド sevendays=sunday 高知限定CMキャラ担当
- 2012年10月 全国のUFOキャッチャーに「めんた君」が導入
- 2016年4月 ラジオ番組「デハラユキノリのヨルラジオ」高知放送にて放送開始
- 2020年7月 「働く人は美しい」をコンセプトにワークウェイと「DEHARA YUKINORI WORKERS COLLECTION」を発表
- 2023年4月22～23日 東京のmograg galleryにて「ちんぽ会議」開催。ちんぽに関したソフトビニール人形等の展示販売会。デハラの他、3名のアーティストが参加。
- 2024年6月1～2日 愛知県名古屋市の24PILLARS GALLERYにて「ちんぽ会議」開催。ちんぽに関したソフトビニール人形等の展示販売会。デハラの他、4名のアーティストが参加。

## エピソード
- 2024年4月28日、高知県香南市で開催された「どろめ祭り」の「大杯飲み干し大会」に参加し、清酒一升を19秒35秒で飲み干して優勝した。2023年は2位だった為、雪辱を果たしたことになった[1]。

## 作品
書籍
- 『サトシ君のリストライフ』リトル・モア
- 『ジバコレ』扶桑社
- 『THE JINGI』ボルテージBOOK
- 『お野菜戦争』長崎出版
- 『サトシくんとめんたくん』長崎出版
- 『ケーキーズ』長崎出版
- 『ちゅーとにゃーときー』長崎出版
- 『めんたくんのたんじょうび』長崎出版
- 『とびだせ！チンタマン』TO books（板橋雅弘共作）
- 『とびだせ！チンタマン〜こどもてんさいきょうしつ〜』TO books（板橋雅弘共作）

DVD
- 『ケーキーズ』アスミックエース（監督：竹内スグル／構成：鈴木おさむ）

商品
- 『ヴァニマルズー』ソニー・クリエイティブプロダクツ（BOXトイ）
- 『サラリーメンズ』ユージン（BOXトイ）
- 『世界のパンチラ』奇譚クラブ（カプセルトイ）
- 『ビアガール』奇譚クラブ（カプセルトイ）
- 『動物と女』奇譚クラブ（カプセルトイ）
- 『OH!辛口めんた君〜やわらか魚卵マスコット〜』システムサービス（カプセルトイ）
- 『OH!辛口めんた君〜魚卵キーチェーン〜』システムサービス（カプセルトイ）

監督
- 『乃木坂46（伊藤寧々個人PV）』おいでシャンプー付属DVD

『mother』のどせいさんと類似